# Limnophora lealeaensis
Limnophora lealeaensis är en tvåvingeart som beskrevs av Shinonaga 2005. Limnophora lealeaensis ingår i släktet Limnophora och familjen husflugor. Inga underarter finns listade i Catalogue of Life.